# 謝爾頓 (亞利桑那州)
謝爾頓（英語：Sheldon）是位於美國亞利桑那州格林利縣的一個非建制地區。該地的面積和人口皆未知。

## 地理
謝爾頓的座標為32°48′53″N 109°21′59″W / 32.81472°N 109.36639°W，而該地的平均海拔高度為1093米（即3586英尺）。